# Slide 'n' Step (KEITAの曲)
「Slide 'n' Step」（スライデン・ステップ）は、日本の歌手KEITAのデビューシングル。2013年2月20日に FLIGHT MASTERより発売。

## 概要
- w-inds.のボーカル橘慶太がプロジェクト名をKEITAに改めてのソロ再デビュー作。本名名義でのソロ活動以来約6年ぶりのソロプロジェクト再開となる。
- CDは3形態での発売。CD+DVDの初回盤A/Bと、CDのみの通常盤があり、すべての盤において収録楽曲が異なる。また、全てのシングル収録曲にライブ音源を加えたPLAYBUTTONが限定発売。

## 収録曲

### 初回盤A
1. Slide  'n'  Step
作詞：KEITA、A☆、SUNNY BOY、Ryosuke Imai、作曲：Ryosuke Imai、A☆、SUNNY BOY、JUNE
2. Searchinʼ
作詞：KEITA、作曲：Brandon Howard

### 初回盤B
1. Slide  'n'  Step
2. One Night
作詞：KEITA、作曲：Brandon Howard, Jackie Jackson, Sigmond Jackson, John Castel

### 通常盤
1. Slide  'n'  Step
2. Pretty Girl
作詞：有森聡美、作曲：Brandon Howard, Algebra Blessett, Julian Hassan, John Castelli